# Acido α-calendico
L'acido α-calendico è un acido grasso coniugato omega 6 con 18 atomi di carbonio e 3 doppi legami in configurazione trans, trans, cis.
Si può trovare tra i lipidi di origine vegetale in particolare nell'olio di semi di calendula di cui è il principale componente.
Nella calendula officinalis si forma dall'acido linoleico per azione di coniugasi, un raro enzima omologo della Δ12-oleate desaturasi (una variante FAD 2), che catalizza la trasformazione di un doppio legame cis in posizione 9 in 2 legami trans in posizione 8 e 10.
Nello stesso olio è stato individuato un isomero tutto-trans, 18:3Δ8t,10t12t, chiamato acido β-calendico. 
All'acido α-calendico sono attribuiti effetti sulle cellule tumorali analoghi a quelli dell'acido linoleico coniugato.